# Camponotus postcornutus
Camponotus postcornutus är en myrart som beskrevs av Clark 1930. Camponotus postcornutus ingår i släktet hästmyror, och familjen myror. Inga underarter finns listade.